# میشل هندلی
میشل هندلی (به انگلیسی: Michelle Hendley) (زاده ۲۳ مارس ۱۹۹۱) بازیگر، نویسنده، تهیه‌کننده آمریکایی است.
او یک زن ترنس است.